# ژاپنی آمریکایی‌ها
ژاپنی آمریکایی‌ها (انگلیسی: Japanese Americans) آمریکایی‌ها از نژاد مردمان ژاپنی هستند. ژاپنی آمریکایی‌ها در میان سه جامعه بزرگ قومی آمریکایی آسیایی آمریکایی‌ها در طول قرن ۲۰ بودند. اما، طبق سرشماری سال سرشماری ۲۰۱۰ ایالات متحده آمریکا، تعداد آنها کاهش یافته و ششمین گروه بزرگ آمریکایی آسیایی را در حدود ۱٬۴۶۹٬۶۳۷ تشکیل می‌دهند، از جمله اعضای نسب نسبی.